# Luděk Pernica
Luděk Pernica (Boskovice, 16 de junio de 1990) es un futbolista checo que juega en la demarcación de defensa para el S. K. Líšeň de la Liga Nacional de Fútbol de la República Checa.

## Biografía
Tras formarse como futbolista en el ASK Blansko y en el F. C. Zbrojovka Brno, finalmente en 2009 subió al segundo equipo, donde jugó 35 partids y anotó dos goles. Un año después subió al primer equipo, con el que hizo su debut el 11 de abril de 2010 en un encuentro de la Gambrinus Liga contra el 1. F. K. Příbram, encuentro que finalizó con un resultado de 3-1 a favor del club de Příbram. Posteriormente se marchó al F. K. Jablonec, donde jugó cuatro temporadas más, hasta que finalmente en 2018 se desvinculó del club para fichar por el F. C. Viktoria Plzeň. Dos años y medio después regresó a Brno para jugar cedido hasta junio.

## Clubes
| Club                          | País            | Año       | Partidos | Goles |
| ----------------------------- | --------------- | --------- | -------- | ----- |
| F. C. Zbrojovka Brno "B"      | República Checa | 2009-2010 | 35       | 2     |
| F. C. Zbrojovka Brno          | República Checa | 2010-2014 | 100      | 6     |
| F. K. Jablonec                | República Checa | 2014-2018 | 132      | 6     |
| F. C. Viktoria Plzeň          | República Checa | 2018-2021 | 58       | 6     |
| F. C. Zbrojovka Brno (cedido) | República Checa | 2021      | 20       | 4     |
| F. C. Viktoria Plzeň          | República Checa | 2021-2023 | 63       | 3     |
| F. C. Zbrojovka Brno          | República Checa | 2024-2025 | 25       | 0     |
| S. K. Líšeň                   | República Checa | 2025-     | 8        | 0     |

## Palmarés

### Títulos nacionales
| Título                               | Club                 | País            | Año  |
| ------------------------------------ | -------------------- | --------------- | ---- |
| Liga de Fútbol de la República Checa | F. C. Viktoria Plzeň | República Checa | 2022 |